# R高等学校
R高等学校（アールこうとうがっこう）は、日本の私立通信制高等学校である。略称はR高（アールこう）。群馬県桐生市梅田町に本校を置き、全国にキャンパスを有する。
2025年4月に開校。学校法人角川ドワンゴ学園が運営する通信制高校としてはN高等学校、S高等学校に続き3校目。2024年12月末時点で設置済みの2校（N高、S高）で合わせて32,460人が在籍しており、角川ドワンゴ学園はR高の開設理由について「さらなるニーズに応えるため」としている。各校の上限は2万人で、新設に当たっては関東からの入学希望者増も考慮して適地を探したという。

## 概要
2024年6月、廃校となった群馬県立桐生女子高等学校の校舎を活用し、「R高等学校」を開校すると角川ドワンゴ学園が発表した。桐生市長の荒木恵司は「R高が地域や日本、世界を変える原動力になることを大いに期待する」と話した。群馬県知事の山本一太は「新しい高校を知事として500％歓迎する」と述べた。
校名の「R」にはREAL（本物）、RESPECT（尊敬）、RELATION（関わり）、REVOLUTION（革命）など、生徒一人ひとりが「自分だけの『R』を創れるように」と名付けた。
N高やS高と必修授業や学校行事などは共通で、2025年秋以降は生徒が順番に「スクーリング」のために登校する。2年次には4泊程度の日程でスクリーニングが実施され、桐生市内のホテルに滞在する予定。1、3年次は日帰りだが、民謡八木節などの桐生の歴史や文化を体験するプログラムがある。下仁田ネギ、こんにゃくなど群馬県産野菜を活用する家庭科の授業も設ける。日本経済新聞はR高の新設について「市や地元は宿泊や飲食などの需要のほか、若い世代の関係人口増加につながると期待している」と報じている。
2025年2月26日付で群馬県から設置認可を受けた。
同年4月6日、R高のほか、N高、S高、N中等部4校合同で入学式が行われた。入学式の模様は東京都港区のスタジオからインターネットで中継された。

## 沿革
- 2024年（令和6年）6月 - R高等学校の設立を発表[4]。
- 2025年（令和7年）
  - 2月 - 群馬県が設置を認可[7]。
  - 4月 - 開校[8]。

## 基礎データ

### 所在地
群馬桐生本校
- 群馬県桐生市梅田町一丁目185番地1
- 2021年に閉校した群馬県立桐生女子高等学校の校舎を利用している[4]。
- 校長にはN高校長を務める奥平博一が就任する[9]。

## キャンパス・スクーリング会場
同じN高グループのN高等学校・S高等学校と同じキャンパス・スクーリング会場を利用する。

## 授業・学校生活
必修授業や課外授業、学校行事、部活動、サポート体制、通学コースの利用キャンパスなどはN高グループ3校共通である。